# Aussichtsturm Oberleis

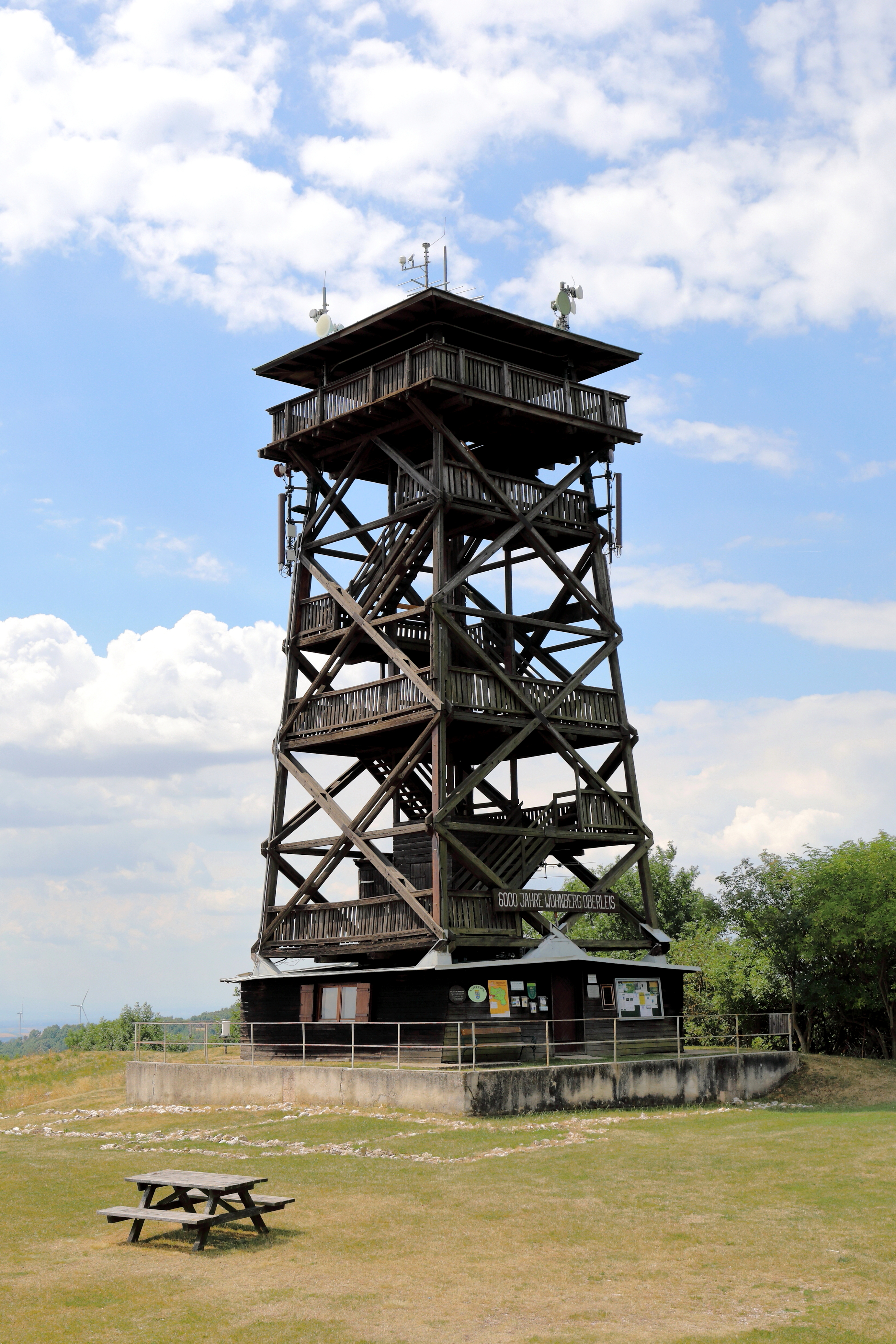
Aussichtsturm Oberleis

Der Aussichtsturm Oberleis ist ein 23 Meter hoher, als Holzfachwerkkonstruktion ausgeführter Aussichtsturm auf dem Oberleiser Berg bei Ernstbrunn. Er wurde 1970 errichtet und 1986 mit einem Schauraum erweitert, der die archäologische Forschung in diesem Gebiet verdeutlicht.

## Allgemeines
Der Turm wurde 1970 errichtet. Im Erdgeschoß befindet sich eine archäologische Ausstellung.
Auf dem Plateau befindet sich mit großer Wahrscheinlichkeit ein germanischer Königssitz.
Außerhalb zeigt ein Freilichtmuseum die Grundrisse verschiedener historischer Gebäude aus der Kelten- und Römerzeit.
Bei klarer Sicht sind von der Aussichtswarte aus die Karpaten, die Rax, der Schneeberg sowie die Pollauer Berge zu erkennen. Auf seinem Dach trägt der Aussichtsturm auch Richtfunkantennen.